# Raven (album)
Raven è il secondo album in studio della cantante statunitense Kelela, pubblicato nel 2023.

## Tracce
1. Washed Away – 3:36
2. Happy Ending – 4:08
3. Let it Go – 4:22
4. On the Run – 4:52
5. Missed Call – 3:51
6. Closure – 3:29
7. Contact – 4:00
8. Fooley – 3:34
9. Holier – 4:14
10. Raven – 4:36
11. Bruises – 4:15
12. Sorbet – 5:29
13. Divorce – 3:21
14. Enough for Love – 4:25
15. Far Away – 4:21